# Crepidophryne chompipe
Crepidophryne chompipe är en groddjursart som beskrevs av Vaughan och Joseph R. Mendelson 2007. Crepidophryne chompipe ingår i släktet Crepidophryne och familjen paddor. IUCN kategoriserar arten globalt som sårbar. Inga underarter finns listade i Catalogue of Life.